# 一桩事先张扬的谋杀案
《一桩事先张扬的谋杀案》 (西班牙語：Crónica de una muerte anunciada) 是哥倫比亞作家加夫列尔·加西亚·马尔克斯1981年的作品。以複雜的倒敘法描述維卡立(Vicario)兄弟謀殺聖地牙哥·那砂（Santiago Nasar)的故事。

## 故事摘要
一位匿名的敘述者回憶聖地牙哥·那砂（Santiago Nasar)之死。在拉丁美洲的某個小鎮，安潔拉的丈夫在她的婚禮後發現她並不是處女，並且將她送回娘家。在母親的毆打與追問下，安潔拉告訴她的家人是聖地牙哥奪走了她的初夜。為了幫自己的妹妹安潔拉報復並且為家人爭回榮耀，安潔拉的兩個哥哥向屠夫拿了大刀，並殺了聖地牙哥。
故事以複雜的倒敘法描述。雖然敘述者以回憶和描述他人的回憶方式陳述謀殺過程，故事卻並沒有揭露敘述者的身份和與死者或是兇手的關係。

### 出版版本
- ISBN 1-4000-3471-X
- ISBN 978-0-14-103246-7

## 外部連結
- Analysis and quizzes for Chronicle of a Death Foretold （页面存档备份，存于） by GradeSaver
- Chronicle of a Death Foretold （页面存档备份，存于） at SparkNotes
- Chronicle of a Death Foretold by Gabriel García Márquez, reviewed by Ted Gioia (Postmodern Mystery) （页面存档备份，存于）